# Leo Steinberg
Pour les articles homonymes, voir Steinberg.
Leo Steinberg, né le 9 juillet 1920 à Moscou (SFSR) et mort le 13 mars 2011 à New York (États-Unis), est un critique d'art et historien de l'art américain d'origine russe.

## Biographie
Steinberg naît à Moscou (RSFS de Russie) et est fils d'Isaac Nachman Steinberg, un avocat juif et homme politique membre du Parti révolutionnaire socialiste et qui a été juge de justice du peuple sous Vladimir Lénine de 1917 à 1918. Sa famille quitte l'Union soviétique en 1923 et s'installe à Berlin, en Allemagne. En 1933, après l'arrivée au pouvoir des nazis, les Steinberg sont contraints de déménager à nouveau, cette fois au Royaume-Uni. Ayant l'intention de devenir artiste, Steinberg étudie à la Slade School of Fine Art, une école qui fait partie de l'Université de Londres.
En 1945, encouragé par sa sœur aînée et son beau-frère, Steinberg s'installe à New York. Pendant des années, il gagne sa vie en écrivant des critiques d'art et en enseignant l'art, notamment à la Parsons School of Design. En 1957, William Kolodney invite Steinberg à donner une série de conférences au Metropolitan Museum of Art. Change and Permanence in Western Art [Changement et permanence dans l'art occidental] se concentre sur dix périodes de l'art, traitant de problèmes ou de solutions présentant un intérêt particulier pour la pensée et le goût modernes.
L'importance de sa critique de l'art moderne a été prouvée par son inclusion dans le livre de Tom Wolfe en 1975, The Painted Word, dans lequel Steinberg, Harold Rosenberg et Clement Greenberg ont tous été qualifiés de "rois de Cultureburg" pour l'influence de leur critique. Steinberg s'éloigne finalement de la critique d'art et développe un intérêt scientifique pour des artistes et des architectes tels que Francesco Borromini, Michel-Ange et Léonard de Vinci. En 1960, il obtient son doctorat à l'Institut des Beaux-Arts de l'Université de New York avec une thèse sur le symbolisme architectural du San Carlo alle Quattro Fontane (église Saint-Charles-aux-Quatre-Fontaines) de Borromini à Rome. Par la suite, il enseigne au Hunter College de la City University of New York. En 1975, il est nommé professeur Benjamin Franklin d'histoire de l'art à l'Université de Pennsylvanie, où il enseigne jusqu'à sa retraite en 1991. De 1995 à 1996, Steinberg est professeur invité à l'Université Harvard, donnant les conférences Charles Eliot Norton sur "L'image muette et le texte mêlé".
Steinberg aborde l'histoire de l'art de manière révolutionnaire, l'aidant à passer d'une considération sèche de détails factuels, de documents et de symboles iconographiques à une compréhension plus dynamique du sens véhiculé par divers choix artistiques. Par exemple, en 1972, Steinberg introduit l'idée du "plan d'image à plat" dans son livre Other Criteria, une collection d'essais. L'intégralité du numéro de l'été 1983 de la revue October est consacrée à l'essai de Steinberg The Sexuality of Christ in Renaissance Art and in Modern Oblivion, publié plus tard sous forme de livre par Random House et par des éditeurs d'autres pays. Dans cet essai, Steinberg examine un modèle précédemment ignoré dans l'art de la Renaissance, qu'il nomme ostentatio genitalium : l'affichage proéminent des organes génitaux de l'enfant Christ et l'attention également attirée sur cette zone dans les images du Christ vers la fin de sa vie, les deux cas pour des raisons théologiques spécifiques impliquant le concept de l' Incarnation - la parole de Dieu faite chair. Steinberg meurt le 13 mars 2011 à New York à l'âge de 90 ans.
La collection de 3 200 estampes de Steinberg est conservée à la collection Leo Steinberg, Blanton Museum of Art, Université du Texas, à Austin. Ses articles sont conservés au Getty Research Institute.

## Vie privée
En 1962, Steinberg épouse Dorothy Seiberling, rédactrice artistique pour le magazine Life. Le mariage se termine par un divorce. Pendant plus de quarante ans, Sheila Schwartz est sa « collaboratrice indispensable », assistante et éditrice. Steinberg n'a pas d'enfants,.

## Prix
- 1983 : Prix de littérature de l'American Academy and Institute of Arts and Letters[11]
- 1984 : Prix Frank Jewett Mather en journalisme d'art, College Art Association
- Programme de bourses MacArthur 1986

## Travaux
- Renaissance and Baroque Art: Selected Essays, édité par Sheila Schwartz (University of Chicago Press, 2020).
- Michelangelo's Painting: Selected Essays, édité par Sheila Schwartz (University of Chicago Press, 2019).
- Michelangelo's Sculpture: Selected Essays, édité par Sheila Schwartz (University of Chicago Press, 2018).
- Leo Steinberg : sélections
- Other Criteria: Confrontations with Twentieth Century Art, (Oxford University Press, 1972; réimprimé University of Chicago Press, 2007).
- "Pontormo's Capponi Chapel", Art Bulletin 56, no. 3 (1974): 385–399.
- "Borromini's San Carlo alle quattro fontane: A Study in Multiple Form and Architectural Symbolism (Ph.D. diss., Université de New York, 1960). Edition Garland, 1977.
- The Sexuality of Christ in Renaissance Art and in Modern Oblivion (Pantheon, 1983 ; édition révisée University of Chicago Press, 1996. )
- Leonardo's Incessant Last Supper (Zone Books, 2001).
- "Contemporary Art and the Plight of its Public", Harper's 224 no. 1 342 (mars 1962): 31–39.